# Jean-Paul Boeka-Lisasi
Jean-Paul Boeka-Lisasi (ur. 6 czerwca 1974 w Kinszasie) – kongijski piłkarz grający na pozycji napastnika. W latach 1999–2002 grał w reprezentacji Demokratycznej Republiki Konga.

## Kariera klubowa
Karierę piłkarską Boeka-Lisasi rozpoczął w klubie AS Vita Club z Kinszasy. W jego barwach zadebiutował w 1994 roku w pierwszej lidze Demokratycznej Republiki Konga i grał w nim do 1996 roku.
W 1996 roku Boeka-Lisasi został piłkarzem belgijskiego KSC Lokeren. Od 1997 roku występował w nim w podstawowym składzie. Na sezon 2000/2001 Kongijczyk odszedł do KVC Westerlo, którego był najlepszym strzelcem i z którym zdobył Puchar Belgii. W 2001 roku przeszedł do drugoligowego KV Mechelen. W 2002 roku awansował z nim do pierwszej ligi, a na początku 2003 roku odszedł z niego do Royalu Charleroi, gdzie spędził pół roku.
Latem 2003 Boeka-Lisasi przeszedł do tunezyjskiego Club Africain Tunis. Z kolei na początku 2004 roku trafił do cypryjskiego AEL Limassol. W połowie 2004 roku wrócił do Belgii i najpierw przez pół sezonu grał w drugoligowym KV Kortrijk, a następnie w FCV Dender EH. Latem 2005 trafił do Hapoelu Hajfa, a do końca swojej kariery grał jeszcze w amatorskich belgijskich klubach, KSV Bornem i Kontich FC.
| Sezon   | Klub                | Kraj                          | Rozgrywki                 | Mecze | Bramki |
| ------- | ------------------- | ----------------------------- | ------------------------- | ----- | ------ |
| 1994    | AS Vita Club        | Demokratyczna Republika Konga | Linafoot                  | ?     | ?      |
| 1995    | AS Vita Club        | Demokratyczna Republika Konga | Linafoot                  | ?     | ?      |
| 1996    | AS Vita Club        | Demokratyczna Republika Konga | Linafoot                  | ?     | ?      |
| 1996/97 | KSC Lokeren         | Belgia                        | Eerste Klasse             | 7     | 0      |
| 1997/98 | KSC Lokeren         | Belgia                        | Eerste Klasse             | 27    | 8      |
| 1998/99 | KSC Lokeren         | Belgia                        | Eerste Klasse             | 26    | 9      |
| 1999/00 | KSC Lokeren         | Belgia                        | Eerste Klasse             | 16    | 2      |
| 2000/01 | KVC Westerlo        | Belgia                        | Eerste Klasse             | 30    | 12     |
| 2001/02 | KV Mechelen         | Belgia                        | Tweede Klasse             | 28    | 15     |
| 2002/03 | KV Mechelen         | Belgia                        | Eerste Klasse             | 11    | 5      |
| 2002/03 | Royal Charleroi     | Belgia                        | Eerste Klasse             | 18    | 7      |
| 2003/04 | Club Africain Tunis | Tunezja                       | Championnat de Tunisie    | 7     | 0      |
| 2003/04 | AEL Limassol        | Cypr                          | Protathlima A’ Kategorias | 10    | 5      |
| 2004/05 | KV Kortrijk         | Belgia                        | Tweede Klasse             | 3     | 0      |
| 2004/05 | FCV Dender EH       | Belgia                        | Tweede Klasse             | 13    | 6      |
| 2005/06 | Hapoel Hajfa        | Izrael                        | Liga Leumit               | ?     | ?      |
| 2005/06 | KSV Bornem          | Belgia                        | III. liga                 | 10    | 3      |
| 2006/07 | Kontich FC          | Belgia                        | V. liga                   | ?     | ?      |

## Kariera reprezentacyjna
W reprezentacji Demokratycznej Republiki Konga Boeka-Lisasi zadebiutował w 1999 roku. W 2002 roku był w kadrze narodowej na Puchar Narodów Afryki 2002. Jego dorobek na tym turnieju to 3 spotkania: z Kamerunem (0:1), z Togo (0:0) i ćwierćfinale z Senegalem (0:2). W kadrze narodowej grał do 2002 roku.